# Tanville

Tanville este o comună în departamentul Orne, Franța. În 1 ianuarie 2022 avea o populație de 228 de locuitori.